# 浮游植物

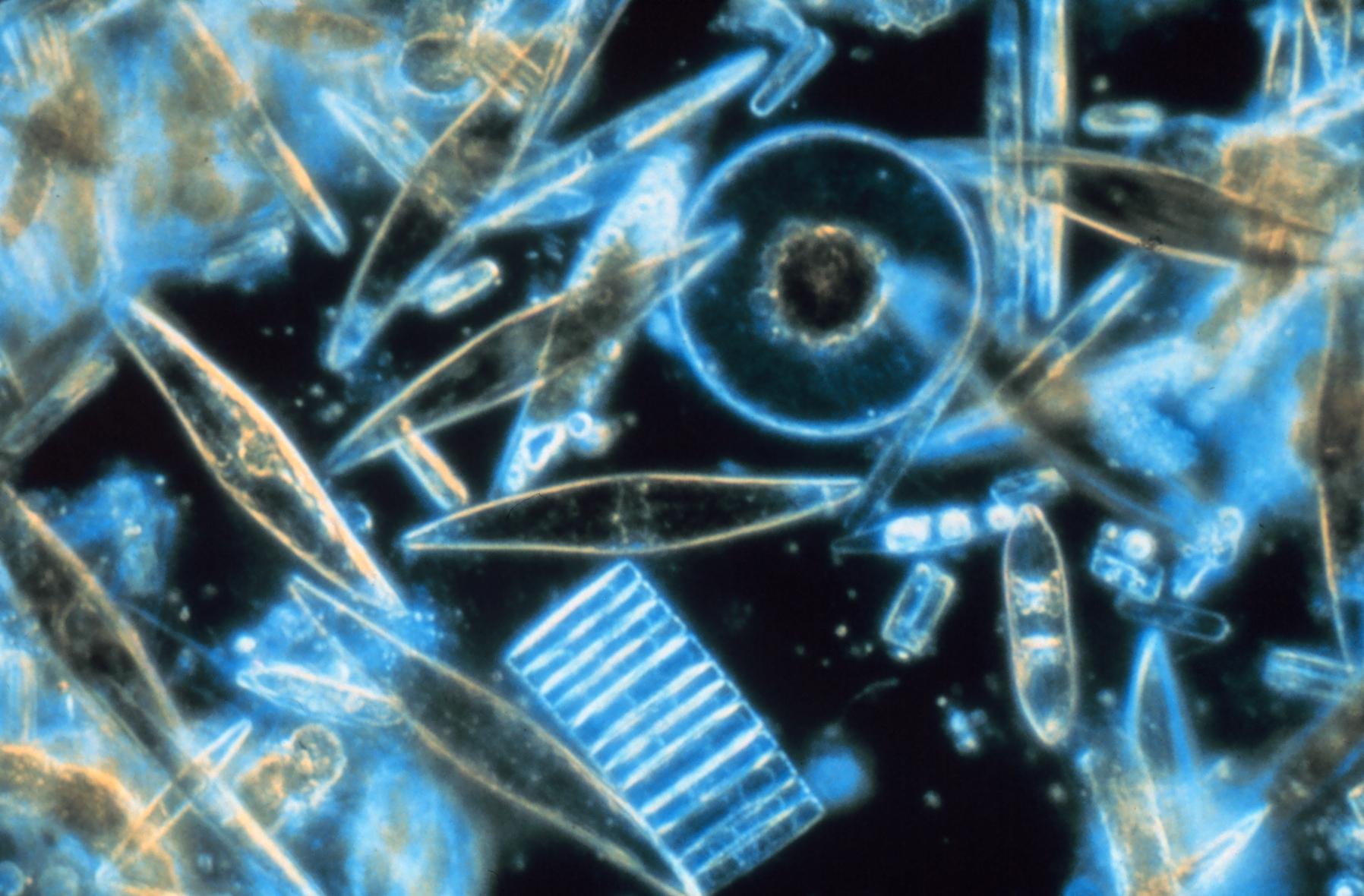
硅藻是最常见的浮游藻類类型之一。

浮游植物（phytoplankton）指悬浮于水中肉眼不可见的微型藻类（microalgae），並非植物。浮游藻是浮游生物社区中的自养生物部分，是海洋和淡水盆地生态系统的关键部分。
浮游藻類广泛存在于河流、湖泊和海洋中，多分布于水域的上层，个体极小，需要用显微镜才能观察到，繁殖极速。在淡水中主要是蓝藻、绿藻、硅藻等，在海水中主要是硅藻、甲藻。然而，当足够高的数量存在时，因其细胞中存在叶绿素和辅助色素（例如藻胆蛋白和叶黄素类），一些品种可以在水面被看到显著的色块。

## 生态作用
浮游藻類是光合作用的微观生物，其栖息在地球上几乎所有海洋和淡水体的上部阳光照射层中。 它们是“初级生产”的代理，它们是由溶解在水中的二氧化碳产生有机化合物，这是维持水产食物网的过程。浮游藻類通过光合作用过程获得能量，因此必须生活在海洋，湖泊或其他水体的阳光光照好的表面层（称为"真光层"）中。浮游藻類占地球上所有光合作用活动的一半。

### 氧气生产
浮游藻類吸收来自太阳的能量和来自水的营养物以产生他们自己的食物。在光合作用过程中，浮游藻類释放分子氧(O
2)进入水中。 据估计，世界上50％至85％的氧气通过浮游藻類光合作用产生。其余的是通过在陆地上植物的光合作用产生。此外，浮游藻類光合作用控制了大气 CO2 / O
2自前寒武纪早期的平衡。（见生物泵。）